# Ricardo Hepp Dubiau
Ricardo Gustavo Hepp Dubiau (Santiago, 2 de septiembre de 1917-Ibíd, 1 de junio de 2001) fue un ingeniero agrónomo y político chileno de ascendencia alemana, que se desempeñó como ministro de Agricultura de su país, durante el segundo gobierno del presidente Carlos Ibáñez del Campo entre 1954 y 1955.

## Familia y estudios
Nació en Santiago de Chile el 2 de septiembre de 1917, hijo del descendiente alemán Carlos Otto Hepp Krefft y María Lucía Josefina Dubiau Lassabe, de ascendencia francesa. Su hermano Juan, de profesión médico, se desempeñó como jefe y director de varios hospitales e instituciones médicas. Además, fue el fundador del Hospital de Purranque, siendo su director en dos oportunidades. También, fue vicepresidente de la Caja de Seguro Obrero en la segunda presidencia de Carlos Ibáñez del Campo. Su otro hermano, Carlos,  fue militar (titulado más tarde como ingeniero militar) del Ejército de Chile, llegando a alcanzar el rango de general de división. También, sirvió diferentes cargos durante el gobierno de Ibáñez del Campo, como por ejemplo, el de director de la empresa estatal Fábricas y Maestranzas del Ejército de Chile (FAMAE).
Realizó sus estudios primarios y secundarios en el Colegio Alemán de Santiago, continuando con los superiores en la Universidad de Chile, desde donde egresó como ingeniero agrónomo en 1940 con la tesis titulada: explotaciones agrícolas.
Se casó con la también descendiente alemana Edith Kuschel Moll, con quien tuvo cuatro hijos: María Valeska, Ricardo, Carla y Alejandro.

## Carrera pública
Comenzó su actividad profesional en el sector público. En 1939, durante el gobierno del presidente radical Pedro Aguirre Cerda, se incorporó al Ministerio de Agricultura. En esa repartición gubernamental, desempeñó varios cargos como: jefe de la «Sección de Cereales» del Departamento de Genética y Fitotecnia (1939-1940), jefe las Estaciones Experimentales de la 2.ª Zona del Departamento de Genética (1941-1942) y jefe de la 1.ª Zona y ayudante de la Dirección del Departamento de Genética (1942-1943).
A continuación, se integró al ámbito privado, fungiendo desde 1944 hasta 1953, como inspector general del Consorcio de Administración Agrícola S. A. Posteriormente, colaboró diversas revistas agrícolas del país y fue miembro de la Sociedad Agronómica e Instituto de Normalización y Tecnología.
El 20 de noviembre de 1954, con ocasión de la segunda administración del presidente Carlos Ibáñez del Campo retornó a la actividad pública, siendo nombrado como ministro de Agricultura, función que empleó hasta el 6 de enero de 1955.
Luego de dos décadas, en 1976 el líder de la dictadura militar general Augusto Pinochet, le ofreció la dirección nacional del Instituto de Desarrollo Agropecuario (Indap), aceptando la designación que ocupó hasta 1982. Cuatro años después, en 1986, fue nombrado como director nacional del Servicio Nacional de Capacitación y Empleo (Sence), organismo dependiente del Ministerio del Trabajo y Previsión Social, puesto que ejerció hasta el final del régimen en marzo de 1990.
Falleció en Santiago el 1 de junio de 2001, a los 83 años.